# En profet
En profet (originaltitel: Un prophète) är en fransk kriminalfilm från 2009 i regi av Jacques Audiard.
Filmen tilldelades bland annat 2009 års Juryns stora pris (Grand Prix) i Cannes, Louis Delluc-priset och Césarpriset för bästa film. Vid Oscarsgalan 2010 var den nominerad till Oscar för bästa utländska film.

## Rollista (urval)
- Tahar Rahim – Malik El Djebena
- Niels Arestrup – César Luciani
- Adel Bencherif – Ryad
- Reda Kateb – Jordi Le Gitan
- Hichem Yacoubi – Reyeb
- Jean-Philippe Ricci – Vettori
- Gilles Cohen – Prof
- Antoine Basler – Pilicci
- Leïla Bekhti – Djamila, Ryads hustru
- Pierre Leccia – Sampierro
- Foued Nassah – Antaro
- Jean-Emmanuel Pagni – Santi